# 加博尔扬
加博尔扬，是匈牙利豪伊杜-比豪尔州所辖的一个村。总面积26.46平方公里，总人口885，人口密度33.4人/平方公里（2011年1月1日）。